# Garway
Garway – wieś w Anglii, w hrabstwie Herefordshire. Leży 19 km na południe od miasta Hereford i 190 km na zachód od Londynu.